# Plopana
Plopana falu Romániában, Moldvában, Bákó megyében. Községközpont, közigazgatásilag hét másik falu tartozik még hozzá: Budești, Dorneni, Fundu Tutovei, Ițcani,  Rusenii de Sus, Străminoasa és Țâgâra.

## Fekvése
Bákó megyében északkeleti részén, Bákótól légvonalban 27 km-re északkeletre, a DN2F főút mentén fekvő település.

## Népesség
A 2002. évi népszámláláskor 3337, 2011-ben pedig 3059 lakosa volt.

## Külső hivatkozások
- Plopana község honlapja